# Expresionismus (hudba)

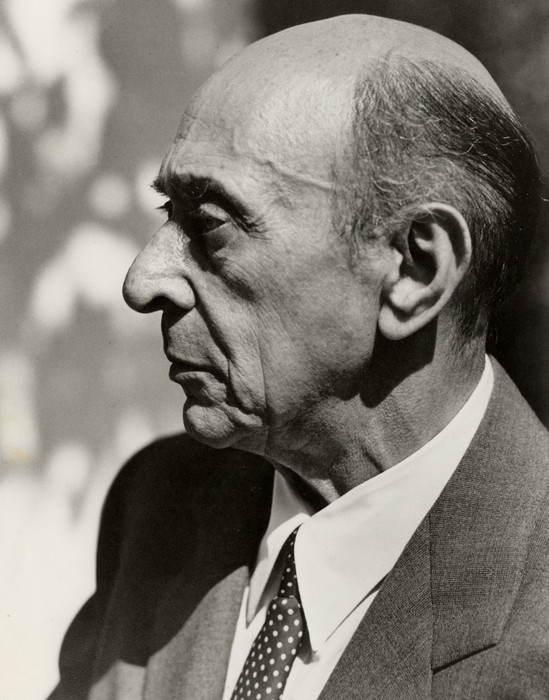
Arnold Schoenberg, ústřední postava hudebního expresionismu

Expresionistická hudba je hudební směr vzniklý ve 20. století. Pojem byl prvně použit roku 1918, v souvislosti s hudbou Arnolda Schoenberga, která se svým novátorstvím a rozbitím tradičních forem zdála být souputníkem expresionismu výtvarného a literárního. Vrcholné projevy expresionismu v hudbě jsou spjaty s léty 1910–1925. Byl pěstovaný zejména německými a rakouskými skladateli. Typickým je krajní subjektivismus, který nebere ohled na tradiční způsoby hudebního vyjadřování a má co nejméně zprostředkovaně vyjádřit autorovy emoce a pocity. Hudební projev se tak může jevit vypjatý, až násilný. Oblíbeným expresionistickým syžetem jsou postavy bez perspektivy, naděje a životního smyslu (zejména Bergova opera Wojcek). Technicky patří k expresionistické hudbě nástroje jako atonalita, dodekafonie, čtvrttónová hudba, vzrušená melodika či disonantní harmonie. Hlavní osobností expresionismu je Arnold Schoenberg a poté jeho žáci: Anton Webern a Alban Berg. Avšak omezit expresionismus na tuto konkrétní hudební školu (tzv. druhou vídeňskou školu) nelze, k dalším expresionistům patří vídeňský Čech Ernst Křenek, Němec Paul Hindemith, Rus Alexandr Nikolajevič  Skrjabin, jež dospěl k atonalitě nezávisle na Schoenbergovi, Maďar Béla Bartók i Čech Alois Hába. Hudební expresionismus je nicméně muzikologický pojem, sami autoři se jím neoznačovali a nehlásili se k žádnému společnému programu.